# Korruption in Rumänien
Korruption in Rumänien ist Alltag auf allen Ebenen des Landes; Korruption und Amtsmissbrauch in Rumänien gelten als strukturelles Massenphänomen. Der Leiter einer Studie der Europäischen Union (EU) spricht von einer „Kultur der Korruption“, die tief in den moralischen, konzeptuellen und praktischen Einstellungen weiter Teile der rumänischen Bevölkerung verwurzelt sei und oft als normale Problemlösungsstrategie akzeptiert werde.
Gründe hierfür sind die verbreitete Armut der Bevölkerung, die Unterbezahlung der öffentlich Bediensteten sowie die immer noch instabile Gesetzeslage und insbesondere die Selbstbereicherungsmentalität der politischen und wirtschaftlichen Eliten. Gemäß Umfragen glauben 96 Prozent der Rumänen, dass Korruption zu den schwerwiegendsten Problemen im Land gehöre. Ein Drittel der Befragten konnte 2012 Beispiele für die Zahlung von eigenen Schmiergeldern in den letzten 12 Monaten angeben. Die rumänische Sprache kennt 30 Redewendungen für die Umschreibung von Schmiergeld. Bereits in den ältesten rumänischen Texten kamen die ursprünglich slawischen und türkischen Begriffe bacșiș, ciubuc, șperț, șpagă und mită vor.
Rumänien belegte im Korruptionswahrnehmungsindex von Transparency International im weltweiten Vergleich 2018 Platz 63 und lag 2021 auf Platz 66, womit es zu den Schlusslichtern der EU gehört. Zwar waren der innenpolitische Wille und der außenpolitische Druck – besonders durch die EU – für Reformen vorhanden, jedoch zeigten sich die Sicherheitsbehörden und die Justiz dabei als strukturelle Gründe für das Phänomen und waren oftmals mit ihrer Aufgabe überfordert oder selbst Teil des Problems. Schließlich war die Europäische Kommission 2022 der Auffassung, dass Rumänien im Rahmen des Kooperations- und Kontrollverfahrens ausreichend Fortschritte erzielt habe, um die 2007 bei seinem EU-Beitritt eingegangenen Verpflichtungen bei der Reformierung seines Rechtssystems zu erfüllen. Die Kommission setzte diesen Überprüfungsmechanismus aus und begnügt sich seither mit dem jährlichen Berichtszyklus zur Lage der Rechtsstaatlichkeit in dem Land. Eine 2022 in Rumänien abgehaltene Umfrage von Eurobarometer mit mehr als 1000 Teilnehmern ergab einen gefühlten Rückgang der Korruption um 12 Prozent seit 2019.

## Geschichte

### Vor dem Beitritt zur Europäischen Union
Der Literaturwissenschaftler und Soziologe Caius Dobrescu sieht die korrupte Mentalität im heutigen Rumänien in den historischen „walachischen Verhältnissen“ aus der Zeit der Phanariotenherrschaft begründet, in denen das Osmanische Reich Rumänien besetzt und byzantinische Statthalter eingesetzt hatte. Osmanische Amtsträger sahen sich nicht als Wächter der Kollektivgüter, sondern als Eigentümer ihres jeweiligen Amtes und demzufolge ihren Verantwortungsbereich mehr als Geschäftszweig denn als Verwaltungseinheit. Zu dieser Zeit war es üblich, dass sich rumänische Fürsten jeweils ihre Macht erkauften oder durch Intrigen beschafften, aber nicht um irgendetwas zu gestalten, sondern um Machtentfaltung auszuüben. Hierbei habe es sich immer statt einer produktiven um eine konsumtive Gesellschaft gehandelt, welche die Bevölkerung ausbeutete und ausplünderte. Diese jahrhundertelange Tradition erschwere heute noch Veränderungen.
Ein anderer Grund für die allgegenwärtige Korruption liegt in der politischen Erziehung der Verantwortlichen. Zu Zeiten des nahezu geschlossenen kommunistischen Wirtschaftssystems unter Nicolae Ceaușescu gelang nur demjenigen Zugang zu Reichtum, der über Beziehungen und Verbindungen bis in die höchsten Instanzen der Rumänischen Kommunistischen Partei verfügte. Die Kultur der Korruption sollte in quasiinstitutionelle Bahnen gelenkt werden und durch das nepotistische Herrschaftssystem noch erweitert werden. Das System Ceaușescu beruhte auf hierarchisch organisierter Loyalität, die entweder durch Zwang oder durch „Geschenke“ gesichert wurde. So setzte sich bis in die untersten Verwaltungsebenen – bis in das Büro des Dorfpolizisten – fest, was die Elite praktizierte. Ceaușescu sicherte sich Loyalität, indem er die wichtigsten Ämter an seine Familienmitglieder vergab und im Zweifelsfall für loyale Zöglinge neue Posten schuf. Wenn er dabei seiner eigenen Familie traute und damit de facto einen dynastischen Sozialismus schuf, so misstraute er aber der restlichen Führungsspitze und praktizierte ein Ämterrotationsprinzip, das allein er zu verantworten hatte. Es führte dazu, dass seine höchsten Regierungsmitglieder stets um seine Gunst oder diejenigen seiner Verwandten buhlen mussten, meist in der Form von „Geschenken“, voreilendem Gehorsam und Ausführung persönlicher Aufgaben. Sicherheit für den eigenen Posten konnte dabei niemand beanspruchen, denn im Ernstfall ließ Ceaușescu auch seine eigenen Gefolgsleute verhaften. So entstanden dicht gewebte und von Misstrauen geprägte Korruptionsnetzwerke.
Über das rumänische Grenzkontrollsystem schrieb Der Spiegel 1989 einen Monat vor der politischen Wende: „Rumänische Zöllner, für ihre Brutalität und Korruption berüchtigt“, „[…] plündern […] heimkehrende Landsleute, Ungarn, Polen und einstige Rumäniendeutsche, die ihre darbenden Verwandten besuchen wollen, unverfroren aus. Vom Wageninhalt, der bis zum letzten Stück auf breiten Bänken vorgelegt werden muß, verschwindet ein guter Teil unter den flinken Fingern der Grenzer, die einander ablösen, sobald die großen Innentaschen ihrer Mäntel voll sind. Zigaretten, Kaffee, Schokolade, Schnapsflaschen und Cola-Dosen, Seife, Kaugummi, Medikamente, selbst Klopapier – alles unerreichbare Luxusgüter fürs Volk hinter dem Schlagbaum – werden zur Beute der beamteten Wegelagerer, und für den Rest müssen die Besucher noch Hunderte Mark Zoll bezahlen, in Devisen, versteht sich.“
In der rumänischen Bevölkerung etablierte sich in den 1970er/1980er Jahren die amerikanische Zigarettenmarke Kent als zweite, inoffizielle und beliebteste „Bakschisch“-Währung als bevorzugtes Mittel für Tauschgeschäfte. Eine Zigarette der Marke Kent oder ein Päckchen Kaffee standen für die Grundwerte der Westlichen Welt.
Das korrupte System überlebte die Rumänische Revolution 1989, den Zusammenbruch des Kommunismus, und konnte in der Marktwirtschaft wieder Fuß fassen. Die alten Kader der Partei oder der Geheimpolizei reorganisierten sich innerhalb des politischen Parteienspektrums. Im demokratischen Mehrparteiensystem blieben die mafiösen Verhaltensweisen bestehen. Das Ausnutzen von Beziehungsgeflechten und Kungeleien prägt die Politik, deren Führer sie vielfach als schnelles Mittel zur Bereicherung verstehen.
Im September 2002 wurde die Nationale Antikorruptionsbehörde (rumänisch Direcția Națională Anticorupție (DNA), bis März 2006 Nationale Antikorruptionsstaatsanwaltschaft rumänisch Parchetul Național Anticorupție) als unabhängige Behörde zur Bekämpfung der Korruption gegründet. Die Antikorruptionsbehörde gehörte zusammen mit der Gründung der Nationalen Integritätsagentur und der Behörde zur Bekämpfung der organisierten Kriminalität und des Terrorismus 2004 zu den Reformen, die mit Blick auf den EU-Beitritt Rumäniens vorgenommen wurden. Hinsichtlich der gesetzlichen Grundlagen gab es heftige politische Auseinandersetzungen. Bis 2012 mussten sich bereits etwa 5000 Personen nach DNA-Ermittlungen vor Gerichten verantworten.

### Nach dem Beitritt zur Europäischen Union

#### Vorsichtiger Optimismus unmittelbar nach dem Beitritt
Bereits vor dem Beitritt Rumäniens 2007 stellte die Europäische Kommission 2006 fest, dass „die noch unerledigten Fragen im Zusammenhang mit Rechenschaftspflicht und Effizienz der Justiz und der Vollzugsbehörden […] die Einrichtung eines Verfahrens für die Zusammenarbeit und die Überprüfung der Fortschritte Rumäniens bei der Erfüllung bestimmter Vorgaben in den Bereichen Justizreform und Bekämpfung der Korruption“ erfordern. Die Kommission forderte die „Konsolidierung bereits erreichter Fortschritte bei der Durchführung fachmännischer und unparteiischer Untersuchungen bei Korruptionsverdacht auf höchster Ebene“ und die „Ergreifung weiterer Maßnahmen zur Prävention und Bekämpfung von Korruption, insbesondere in den Kommunalverwaltungen.“
2008 bewertete die Kommission die Fortschritte Rumäniens „vorsichtig positiv“. Im Bereich der Bekämpfung der hochrangigen Korruption habe es ebenfalls Fortschritte gegeben. Die DNA habe zahlreiche Verfahren auch gegen Regierungsmitglieder und Parlamentsabgeordnete eingeleitet. Allerdings müsse man jetzt beobachten, ob diese Fälle tatsächlich auch zu Verurteilungen führen würden. Insgesamt stellte die Kommission die in Rumänien gemachten Fortschritte allerdings als fragil dar, wobei die Rolle des Parlaments bei der Blockierung der Verfolgung von Korruptionsvorwürfen gegen Abgeordnete kritisiert wurde. Wegen Korruption und organisierter Kriminalität sperrte die Brüsseler Kommission Rumänien EU-Gelder in Millionenhöhe.

#### Erkennen des massiven Korruptions-Problems
Im EU-Fortschrittsbericht zu Korruption und Justizreform von 2009 hieß es: „Die Exekutive und der Gesetzgeber sollten sich unbedingt auf eine Änderung des Verfassungsgerichtsgesetzes einigen, mit der die Aussetzung von Verfahren bei Verfassungsbeschwerde der Angeklagten aufgehoben wird. Auch sollten Verfahrensexzessen in jenen Fällen rechtliche Schranken gesetzt werden, in denen eine angebliche Rechtswidrigkeit von Maßnahmen gerügt wird, die ebenfalls zur Aussetzung des Verfahrens führt. Diese Probleme führen zu nicht hinnehmbaren Verzögerungen und sollten entweder bei den anstehenden Beratungen über das Prozessrecht oder durch eine Änderung der einschlägigen Durchführungsbestimmungen angegangen werden.“ Zur Korruption auf hoher Ebene wurde angemerkt, dass „bei Anträgen auf Eröffnung eines Ermittlungsverfahrens gegen ehemalige Minister“ „das rumänische Parlament weder einheitlich noch zügig“ verfahren würde. Bei der Korruption auf lokaler Ebene war „ein Mangel an Eigeninitiative bei der Aufspürung von Korruptionsfällen auch in den örtlichen Kontrollinstanzen der Gesundheits- und Schulbehörden sowie in den Finanzämtern und anderen internen Kontrollorganen öffentlicher Einrichtungen feststellbar.“
2010 stellte die EU-Kommission Stagnation und Rückschritte im Reformprozess fest und sprach von „großen Defiziten“ bei der Beurteilung. Rumänien zeige nicht genügend politischen Willen zur Unterstützung des Reformprozesses; mehr Einsatz im Kampf gegen Korruption sei nötig, es gebe „schwerwiegende Mängel“ bei der Reform von Polizei und Justiz.
Das neue ANI-Gesetz zur Vermögenskontrolle von Würdenträgern entspreche nicht den wesentlichen Anforderungen der EU. Zwar habe das Land Fortschritte im Zivil- und Strafrecht erzielt, aber generell fehle der politische Wille, um den Reformprozess zu unterstützen. Als Hauptschwächen werden ein Mangel an Effizienz im juristischen Bereich sowie das Fehlen der Kontinuität in der Rechtsprechung aufgeführt. Um die Reform des Rechtssystems voranzutreiben, sei eine enge und konstruktive Zusammenarbeit zwischen den verschiedenen politischen und juristischen Akteuren nötig. Wann der Reformprozess für Rumänien abgeschlossen sein wird, konnte ein Kommissionssprecher nicht sagen. Es gäbe keine zeitliche Beschränkung. Einzig könne festgestellt werden, dass das Land weiterhin die Unterstützung der Kommission benötigt. Es sei (Mitte 2010) auch nicht der Zeitpunkt, Sanktionen ins Auge zu fassen oder EU-Unterstützungsgelder zu stoppen.
2011 erneuerte die Kommission ihre Kritik an Rumänien; es habe das Justizsystem und den Kampf gegen Korruption weiterhin nicht auf EU-Niveau gebracht. Bei der Korruptionsbekämpfung seien noch weitere Anstrengungen erforderlich. Mehrere wichtige Gerichtsverfahren wegen Korruption auf hoher Ebene zögen sich seit Jahren hin und seien auch in der Berichtsperiode nicht weiter vorangekommen. Diese Verfahren müssten dringend beschleunigt werden, damit sie nicht wegen Verjährung eingestellt werden müssten. Der ursprünglich für März 2011 geplante Beitritt Rumäniens zur grenzkontrollfreien Schengen-Zone wurde wegen des Korruptionsproblems vorerst suspendiert.

#### Staatskrise in Rumänien 2012 und teilweise erfolgreicher Kampf gegen die Korruption
2012 zeigte sich die Kommission im Zuge der Staatskrise in Rumänien „tief besorgt“ über die politische Entwicklung in Rumänien. Das Land habe zwar in den vergangenen fünf Jahre Fortschritte gemacht, und viele Rahmenbedingungen für die Modernisierung des Justizsystems und die Bekämpfung der Korruption stimmten. Aber bei der Umsetzung hapere es; der Rechtsstaat und unabhängige Justiz in Rumänien seien auch fünf Jahre nach dem EU-Beitritt immer noch nicht auf europäischem Standard. Die Kommission stellte zudem die Unumkehrbarkeit und Beständigkeit der bisherigen Reformen infrage und drohte mit einer „verschärften Aufsicht“ des Landes durch Brüssel.
Weiterhin stellte die Europäische Kommission die Auszahlung von Subventionen für Transport, regionale Entwicklung und Wettbewerbsfähigkeit vorerst ein, da sich die Regierung in Bukarest weigerte, die vereinbarten Anti-Korruptionsgesetze innerhalb der gesetzten Fristen umzusetzen. Das Geld könne erst wieder fließen, sobald in Rumänien „finanzielle Verbesserungen“ in diesen drei Bereichen festgestellt werden könnten. In dem Verfahren werden dem Land zwei Monate Zeit gegeben, um die Gesetze zu beschließen. Wenn Rumänien die Korrekturen akzeptiert, dann muss der Verbleib von 500 Millionen Euro erklärt werden, die bis Oktober 2012 nicht in den von der EU vorgesehenen Projekten angekommen waren.
Am 16. November 2014 gewann Klaus Johannis die Stichwahl zum Präsidenten Rumäniens. Er kündigte im Wahlkampf an, im Falle seiner Wahl energisch gegen die Korruption in Rumänien kämpfen zu wollen.
Eine Woche nach dieser Wahl wurde auf Betreiben der Anti-Korruptionsbehörde DNA eine Staatsanwältin namens Alina Bica inhaftiert, die seit dem Frühjahr 2013 vom damaligen Ministerpräsident Victor Ponta zur Chefermittlerin der DIICOT (Rumäniens oberster Behörde zur Bekämpfung von organisiertem Verbrechen und Terrorismus) gemacht worden war. Auch der im Februar 2015 erfolgten Festnahme der Ex-Ministerin Elena Udrea im Verlauf der sogenannten „Microsoft-Affäre“ wurde „hoher Symbolwert“ zugeschrieben. 2014 erreichte die Zahl der Verurteilungen wegen Korruption mit 1051 Fällen einen bisherigen Rekord. Die Bilanz des Jahres 2015 belief sich auf 1250 vor Gericht gebrachte Fälle.
Anfang 2017 verdichteten sich Gerüchte, dass das neu gewählte Kabinett Grindeanu eine Verordnung beschließen werde, mit der eine Amnestie für Korruptionsfälle erteilt werden sollte. Das am 31. Januar 2017 erlassene Gesetz machte Amtsmissbrauch und Vorteilsnahme straffrei, sofern es sich um Summen von weniger als umgerechnet 45.000 Euro handelte. Ebenfalls sah es zahlreiche Begnadigungen für zuvor der Korruption beschuldigte Politiker vor. Hiervon hätte unter anderem der Vorsitzende der Partidul Social Democrat (PSD) Liviu Dragnea profitiert, der des Wahlbetrugs bereits schuldig befunden worden war. So vorbestraft ist ihm das Amt des Ministerpräsidenten juristisch versperrt.
Nachfolgend kam es zu landesweiten Protesten in Rumänien. Mit Sprechchören wie „In den Knast, nicht an der Macht!“ erreichte die Protestbewegung ihren bisherigen Höhepunkt, als etwa eine halbe Million Menschen – trotz Rücknahme der Verordnungen – am 5. Februar auf dem Vorplatz der Regierungszentrale in Bukarest ihre Unzufriedenheit über die politische Klasse Rumäniens zeigten, die sie für nicht mehr zeitgemäß hielten. In mindestens 20 weiteren Städten gab es Kundgebungen mit jeweils tausenden oder zehntausenden Demonstranten.

#### Absetzung von Laura Codruța Kövesi 2018
Rumäniens Staatspräsident Klaus Johannis musste im Juli 2018 gegen seinen Willen auf Druck der Regierung die Chefin der Antikorruptionseinheit der Staatsanwalt (Direcția Națională Anticorupție; DNA), Laura Codruța Kövesi, entlassen. Johannis erlitt eine bittere Niederlage durch ein Urteil des Verfassungsgerichts, welches besagte, dass der Staatschef sich dem Vorschlag der Regierung in dieser Personalfrage nicht widersetzen dürfe. Ein Mitglied der Regierung von Viorica Dăncilă, Justizminister Tudorel Toader, hatte mehrere Monate zuvor die Absetzung von DNA-Chefin Kövesi beantragt. Treibende Kraft dahinter war der Chef der Regierungspartei PSD, Liviu Dragnea, der nicht Ministerpräsident werden konnte, weil er vorbestraft ist. Kövesis Unterstützer gehen davon aus, dass das Vorgehen mit Kövesis Korruptionsermittlungen gegen Mitglieder der gesellschaftlichen Führungsschicht zu tun hatte. Unter Kövesi war Rumänien im Kampf gegen die Korruption vorangekommen und hat das Ausmaß der Korruption transparent gemacht.
Mitte Februar 2019 wurde gegen Laura Kövesi von der neu gegründeten Sonderabteilung Secția de investigare a infracțiunilor din Justiție (PICCJ) ein Verfahren wegen „Straftaten im Justizsystem“ eingeleitet. Kövesi gilt als Kandidatin für die Europäische Staatsanwaltschaft. Der Vorsitzende des Ausschusses für die Angelegenheiten der Europäischen Union des Deutschen Bundestages, Gunther Krichbaum (CDU), sieht ein „politisch motiviertes“ Vorgehen gegen Kövesi.

#### Weitere Rückschritte bei der Korruptionsbekämpfung seit 2019
2019 stellte die Europäische Kommission in ihrem Bericht „schwerwiegende Missstände“ fest und äußerte ihre „große Sorge“ über die Rückschritte bei der rechtsstaatlichen Reform des Landes, das hinter das Maß zurückgefallen sei, das seinerzeit Vorbedingung für den Beitritt zur EU war. „Die Entwicklung der ersten Monate des Jahres 2019 gab Anlass zu großer Besorgnis“, heißt es weiter in dem Bericht, der Strafmaßnahmen für Rumänien in Aussicht stellte, sollte es seine Bemühungen zur Unabhängigkeit der Justiz und zur Korruptionsbekämpfung nicht verstärken.
Im März 2022 trat ein Änderungsgesetz in Kraft, durch das die PICCJ, die allein für Ermittlungen gegen Richter und Staatsanwälte zuständig war, abgeschafft wurde. Die DNA und DIICOT erhielten ihre Kompetenzen (Ermittlungen gegen Justizpersonal in Korruptionsfällen), die ihnen mit der Gründung von PICCJ entzogen worden waren, jedoch nicht zurück. Stattdessen erhielten diese Kompetenzen beliebige Staatsanwälte, die von ihren Vorgesetzten auf regionaler oder lokaler Ebene damit beauftragt werden.
Eine Umfrage von Eurobarometer, die zwischen März und April 2022 die Stimmung von insgesamt 1038 Personen aufnahm, ergab, dass in den letzten drei Jahren die Korruption in Rumänien um knapp 12 Prozent gesunken sei. Die Korruption wurde im Gesundheitssystem als am höchsten genannt, gefolgt von Politikern und politischen Parteien, Polizisten und Beamten. Verglichen mit der vorigen Umfrage aus dem Jahr 2019 sind die eingeforderten Bestechungsbeträge bis zu 50 Euro zahlenmäßig gesunken, während sich Beträge zwischen 50 und 100 Euro in ihrer Häufigkeit verdoppelt haben, inklusive im Schulwesen. Nur 28 Prozent der Teilnehmer gaben an zu wissen, wo sie einen Korruptionsfall anzeigen können. Lediglich 46 Prozent der Teilnehmer (um 18 Prozent weniger als im Jahr 2019) meinten, dass ihr Alltag von Korruption direkt beeinflusst sei. Daneben waren um 14 Prozent weniger Teilnehmer der Ansicht, dass die Korruptionsbekämpfung erfolgreich sei.

#### Beendigung des EU-Kooperations- und Überprüfungsmechanismus 2022
Im November 2022 bestätigte die Europäische Kommission, dass Rumänien bei der Justizreform und der Korruptionsbekämpfung „ausreichend Fortschritte“ gemacht habe und beendete 15 Jahre nach dem EU-Beitritt offiziell den Kooperations- und Überprüfungsmechanismus, der seit 2007 die Rechtsstaatlichkeit im Land überwacht hatte. Die Kommission werde „weiterhin mit Rumänien zusammenarbeiten, wenn es gilt, diese Reformen im Einklang mit dem EU-Recht und den internationalen Korruptionsbekämpfungsstandards erfolgreich zum Abschluss zu bringen“. Es sei wichtig, „dass Rumänien weiterhin im Rahmen des jährlichen Berichtszyklus zur Lage der Rechtsstaatlichkeit und mithilfe sonstiger Werkzeuge des EU-Instrumentariums zur Stärkung der Rechtsstaatlichkeit konsequent an der Umsetzung der verbliebenen, in dem Bericht dargelegten Selbstverpflichtungen in konkrete Rechtsvorschriften und an der kontinuierlichen praktischen Implementierung arbeitet“.

## Verbreitung
Insbesondere die Bereiche der öffentlichen Verwaltung wie Zoll, Polizei und Steuern gelten als besonders von Korruption betroffen. Gemäß Transparency International zählen Ärzte, Polizisten und Politiker zu den korruptesten Berufen in Rumänien.
Korruption findet naturgemäß im Geheimen statt; Daten aus polizeilichen Kriminalstatistiken über die Anzeige von Straftaten erscheinen wenig aussagekräftig. Zum einen tauchen dort nur diejenigen Fälle auf, die tatsächlich zur Anzeige gebracht wurden, zum anderen gilt gerade die Polizei selbst als sehr anfällig für Bestechung.
Die folgenden Unterabschnitte sind alphabetisch geordnet:

### Bildungswesen
Im Bildungswesens sind Diplomkauf, Plagiat und Korruption der Lehrenden an der Tagesordnung, so gilt zum Beispiel die private Universität Spiru Haret in Bukarest als eine Kaderschmiede der postkommunistischen Machtelite des Landes, als ein Knotenpunkt korrupter Netzwerke und als Diplomfabrik, bei der Tausende von Abschlüssen ohne wirkliche Examen vergeben wurden. Als Studenten getarnte verdeckte Ermittler deckten 2015 an der Hochschule Eftimie Murgu in Reșița mehrere Tatbestände auf, in denen Lehrpersonal Masterabschlüsse und Dissertationen zu Preisen von 150 bis 300 Euro verkauft hatten. Auch sollen sexuelle Gefälligkeiten zu Abschlüssen geführt haben.
Eine Studie der UNESCO ergab 2007, dass die systemische Korruption im Bildungswesen Rumäniens auf einer Kombination von internen und externen Faktoren beruht. Als interne Faktoren wurde das Monopol und der Ermessensspielraum des Managements, die niedrigen Gehälter und fehlende Anreize für eine hohe Qualität in der Lehrtätigkeit, das Fehlen von professionellen Normen, niedrige Managementkapazitäten, mangelnde Wirtschaftsprüfung und die schwach ausgeprägte Information der Öffentlichkeit ermittelt. Als externe Faktoren wurden der fehlende Zugang zu Informationen, Mangel an externer Revision und unzureichende Leistungsfähigkeit der Justiz, schlechte allgemeine Verwaltungspraxis mit anfälligen Budgets und niedrige Löhne identifiziert.
An der West-Universität Temeswar (rumänisch: Universitatea de Vest din Timișoara), mit 25.000 Studierenden eine der größten Hochschulen Rumäniens, bildete sich 2007 um den Leiter der Zentralbibliothek Vasile Docea eine Reformgruppe bestehend aus etwa 100 Universitätsmitarbeitern, die sich gegen „korrupte Machenschaften“ wie „Verkauf von Lizenz-, Abschluss- oder Diplomarbeiten“ an der Hochschule aussprach. Einige Professoren in Leitungsfunktionen wie Ion Biris, Dekan der Fakultät für Politik- und Kommunikationswissenschaften, kritisierten Docea heftig: „Sehen Sie sich diesen Zeitungsartikel an, der in Craiova erschienen ist. Da wirft dieser Herr Docea unserem Rektor vor, einem Mafia-Clan vorzustehen. Unsere Universität ein Mafia-Clan? Das muss man ja wohl erst einmal beweisen. Und an Beweisen fehlt es bisher.“ Vasile Docea zeigte sich nicht überrascht über den Aufschrei aus dem Kollegium: „Es gibt Leute, die zum Beispiel Doktorate an einer Akademie der Kommunistischen Partei genommen haben. Alle wissen, dass die Akademie der Kommunistischen Partei eine politische Akademie war, keine wissenschaftliche.“ Diese Personen leiteten nun ihrerseits Doktorate und fungierten als Doktorväter. Solche an der „Akademie der Kommunisten“ erlangten Doktorate seien keine Beweise der wissenschaftlichen Fähigkeiten, sondern ein Beleg der kommunistischen Treue gegenüber der Kommunistischen Partei.
In Bukarest bildete sich 2006 aus reformorientierten Hochschullehrern und Dozenten aus dem ganzen Land die Koalition für reine Universitäten (rumänisch: Coaliția pentru Universități Curate). Diese Koalition brachte alle Beteiligten der Hochschulbildung wie Vertreter von Studenten, Gewerkschaften und Berufsverbänden sowie akademischen Überwachungsorganisationen zusammen. Die Gruppe führte in der Folge eine zweijährige wissenschaftliche Untersuchung der staatlichen rumänischen Hochschulen durch mit dem Ziel, die ethische Integrität angesichts der allgemein bestehenden Fehlpraktiken zu stärken. Zur Untersuchung der Führungspraktiken an 42 Universitäten entwickelte SAR einen ausführlichen Fragenkatalog und wertete die eingegangenen Antworten aus. Eine Zusammenfassung der Ergebnisse von 2009 ist in folgender Tabelle dargestellt:
| Kategorie                                  | Zahl der Universitäten mit überdurchschnittlicher Bewertung | Zahl der Universitäten mit unterdurchschnittlicher Bewertung |
| ------------------------------------------ | ----------------------------------------------------------- | ------------------------------------------------------------ |
| Transparenz und Reaktionsfreudigkeit       | 24                                                          | 18                                                           |
| Akademische Integrität                     | 20                                                          | 22                                                           |
| Verantwortungsbewusste Universitätsführung | 18                                                          | 24                                                           |
| Finanzmanagement                           | 25                                                          | 15                                                           |

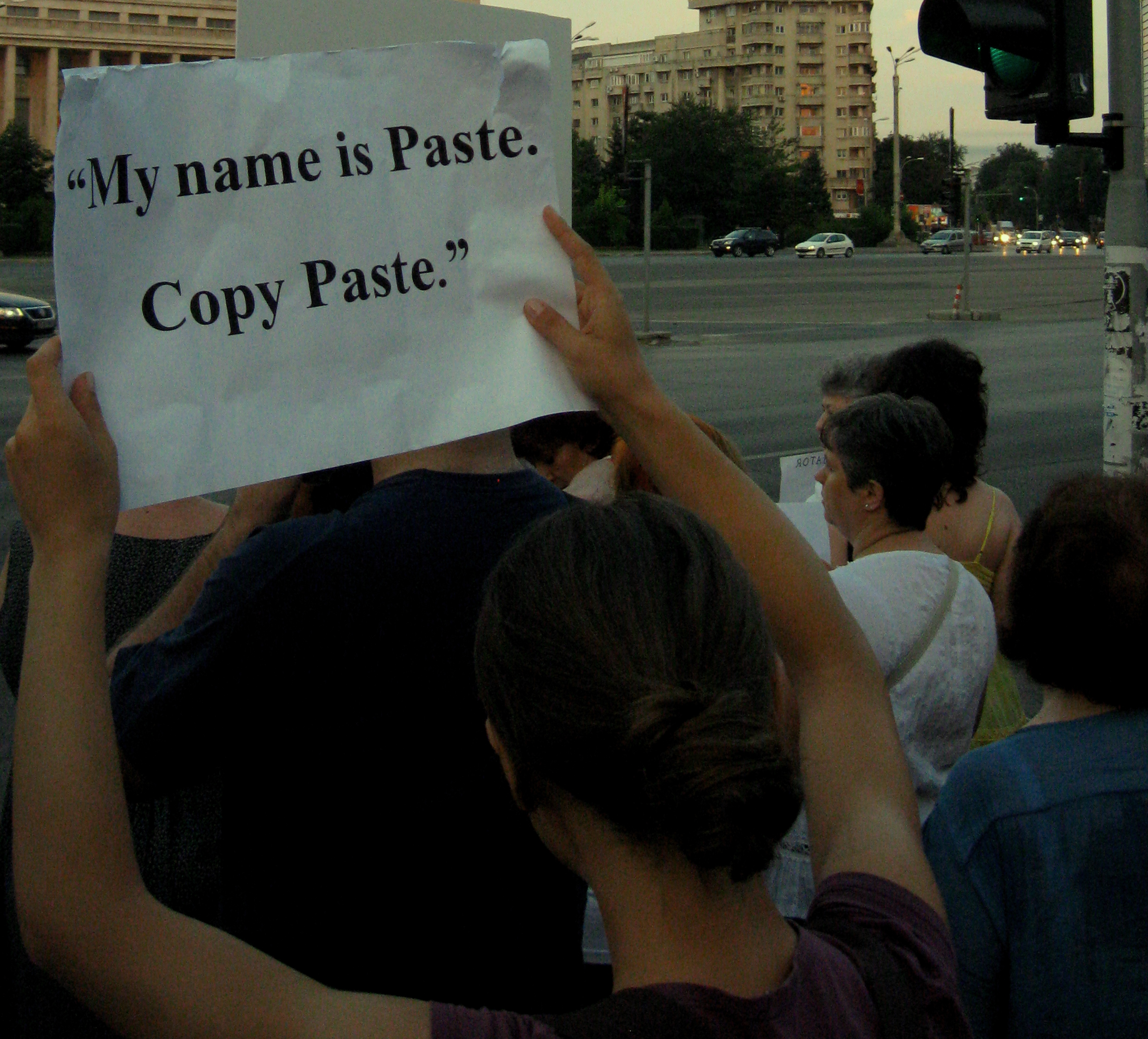
Straßenprotest zur Plagiatsaffäre Victor Pontas in Bukarest, Juli 2012

Bei der Untersuchung der akademischen Integrität fanden die Gutachter unter anderem heraus, dass die Universitäten nicht über die notwendigen Kontrollmechanismen zur Erkennung von Plagiaten verfügen, obwohl diese Praxis ein verbreitetes Phänomen unter den rumänischen Studenten und Dozenten ist. Prominente Beispiele hierfür sind der ehemalige Gesundheitsminister Mircea Beuran, der ehemalige Bildungsminister Ioan Mang, zwei Kandidaten für das Amt des Unterrichtsministers, sowie Ministerpräsident Victor Ponta. Bei 70 Prozent der Universitäten stellten die Gutachter einen völligen Mangel der Durchsetzung grundlegender Regeln in Fällen von Plagiaten fest.
Eine von der Soros-Stiftung in Auftrag gegebene Studie ergab, das 22 Prozent der befragten Studenten von ihren Professoren um eine „Gefälligkeit“ gebeten wurden. 13 Prozent der Studenten machte ihren Lehrern Geschenke. Gemäß dem 130-seitigen „Lehrbuch zum Schmieren“, 2007 von der Organisation „Nu da spaga“ in Zusammenarbeit mit dem Verband der rumänischen Aufdeckungsjournalisten herausgegeben, sollen an der Medizinischen und Pharmazeutischen Universität Victor Babeș in Timișoara für 1000 Dollar fünf Prüfungen abgelegt werden können. Das Handgeld der Lehrer an die rumänische Lehraufsichtsbehörde für eine Stelle in der Stadt statt auf dem Land soll etwa 1000 Dollar betragen.
Gemäß Nicolae Ţăran (Professor für Wirtschaftswissenschaften an der West-Universität Timisoara) werden Universitäten und Lehrstühle des Landes nicht nach Qualität ihrer Forschung und Lehre, sondern ausschließlich basierend auf der Anzahl ihrer Studenten finanziert. Zudem vervielfachte sich zwischen 1990 und 2015 die Zahl der rumänischen Hochschulen, die oftmals auch als Prestigeprojekte für Lokalpolitiker gelten. Ihre große Zahl erschwere nachhaltiges Qualitätsmanagement und begünstige Korruption.

### Gesundheitswesen
Rumänien gab 2010 mit nur 3,7 Prozent des Bruttoinlandsprodukts so wenig wie kein anderes Land in der EU für Gesundheit aus. Die geringen zur Verfügung stehenden finanziellen Mittel haben weitreichende Folgen: mangelnde technische Ausstattung in Krankenhäusern und veraltete Gebäude, die Mehrheit der Krankenhäuser ist älter als 50 Jahre.
Eine Studie der Weltbank, die 2005 für das rumänische Gesundheitsministerium durchgeführt wurde, kam zu dem Schluss, dass sich die „informellen Zahlungen“ im rumänischen Gesundheitswesen auf 360 Millionen US-Dollar pro Jahr beliefen. Sollten die gesundheitlichen Umstände eines Patienten einen Krankenhausaufenthalt erfordern, so sei in der Regel die Zahlung eines Bestechungsgeldes von drei Vierteln eines monatlichen Familieneinkommens fällig, so die Studie. Einige Ärzte gaben an, dass die Bestechungskultur sich so in den Köpfen der Menschen festgesetzt habe, dass im Falle einer Verweigerung der Annahme von Bestechungsgeldern manche Patienten verwirrt seien und dies als Zeichen sähen, dass ihre Krankheit unheilbar sei. Ärzte und Patienten gaben an, die Bestechung folge einer Reihe von ungeschriebenen Regeln. Die Höhe der Bestechungsgelder richte sich nach der Behandlung, die sich von $127 für eine unkomplizierte Blinddarm-Entfernung auf bis zu mehr als $6370 für Gehirnchirurgie belaufe. Die „vorgeschlagenen Preise“ der Bestechung würden von Mund zu Mund weitergegeben, aber auch auf Blogs und Websites veröffentlicht. Laut dem „Lehrbuch zum Schmieren“ von 2007 mussten Patienten rumänischer Krankenhäuser Schmiergeld zahlen, um angemessen behandelt zu werden. Rentner, die in Rumänien zu den Ärmsten zählen, mussten 50 bis 100 Dollar (36 bis 72 Euro) für eine Operation zahlen. Dieser „niedrige“ Bestechungs-Tarif galt allerdings ausschließlich für Ruheständler. Eine jüngere Person hätte die Operation eines Oberschenkelhalsbruchs etwa 600 Dollar gekostet; eine Hälfte für den behandelnden Arzt, die andere Hälfte wäre unter dem Pflegepersonal aufgeteilt worden. Eine Geburt in einem „billigeren“ Spital wurde mit 150 Dollar angesetzt, in „besseren“ Hospitälern mit 300 bis 400 Dollar, in einem Privatkrankenhaus jedoch kostete eine Geburt 2000 Dollar und mehr.
Vasile Astărăstoae, Biomedizin-Ethiker und Präsident der etwa 47.000 Mitglieder zählenden rumänischen Ärztevereinigung, bezeichnete 2012 die „erbärmlich niedrigen durchschnittlichen Monatslöhne von etwa $510 für Ärzte“ als Ursache für die Annahme von Bestechungsgeldern. Im gleichen Jahr bezifferte Astărăstoae an anderer Stelle das monatliche Durchschnittsgehalt eines Arztes in Rumänien mit „ca. 250 Euro“. Die Patienten wollten keinen Arzt, der von Gedanken abgelenkt ist, wie er seine Kinder ernähren oder die Miete zahlen soll. Es bestehe also eine stille Vereinbarung zwischen dem Arzt und dem Patienten zur Zahlung eines Bestechungsgeldes. Anders als in vielen westlichen Ländern, in denen Ärzte respektiert und für jahrelange harte Arbeit reichlich belohnt würden, sei die Ärzteschaft in Rumänien unter dem kommunistischen Regime verunglimpft worden, während Arbeiter in den Fabriken zu Helden des Landes gekürt worden seien.
Dem Nationalen Statistikbüro zufolge machen „Selbstzahlungen“ für nicht von der rumänischen Nationalen Krankenversicherung gedeckte Kosten 30 Prozent der Gesamtausgaben für Gesundheit aus. Insgesamt liegt Rumänien mit der Höhe der Zuzahlungen an der Spitze der OECD-Staaten. 1605 rumänische Ärzte hatten 2012 bis September wegen der Missstände im Gesundheitssystem bereits das Land verlassen, insgesamt verließen seit dem EU-Beitritt 2007 bis 2012 etwa 10.000 ausgebildete Ärzte das Land.

### Öffentlicher Nahverkehr
Die Staatsanwaltschaft ermittelte 2012 gegen mehr als 200 Mitarbeiter der Staatsbahn Căile Ferate Române wegen mutmaßlicher Hinterziehung von Bußgeldern und Erlösen aus nachträglichen Ticketverkäufen bei Schwarzfahrern. 50 Personen wurden in Untersuchungshaft genommen, darunter nicht nur Schaffner, sondern auch Mitarbeiter aus dem Transportministerium. Der Schaden wurde auf 30 bis 40 Millionen Euro jährlich geschätzt.

### Politik

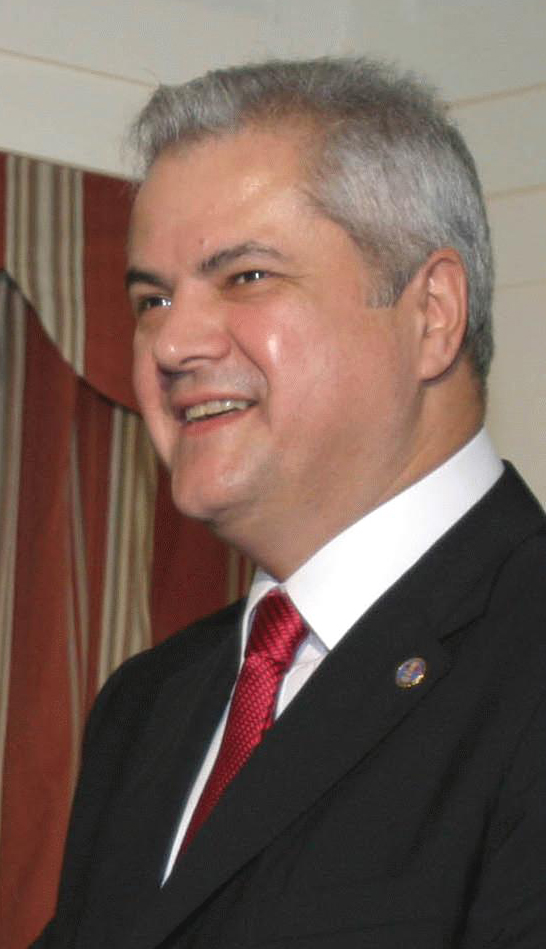
Adrian Năstase, ehemaliger Ministerpräsident
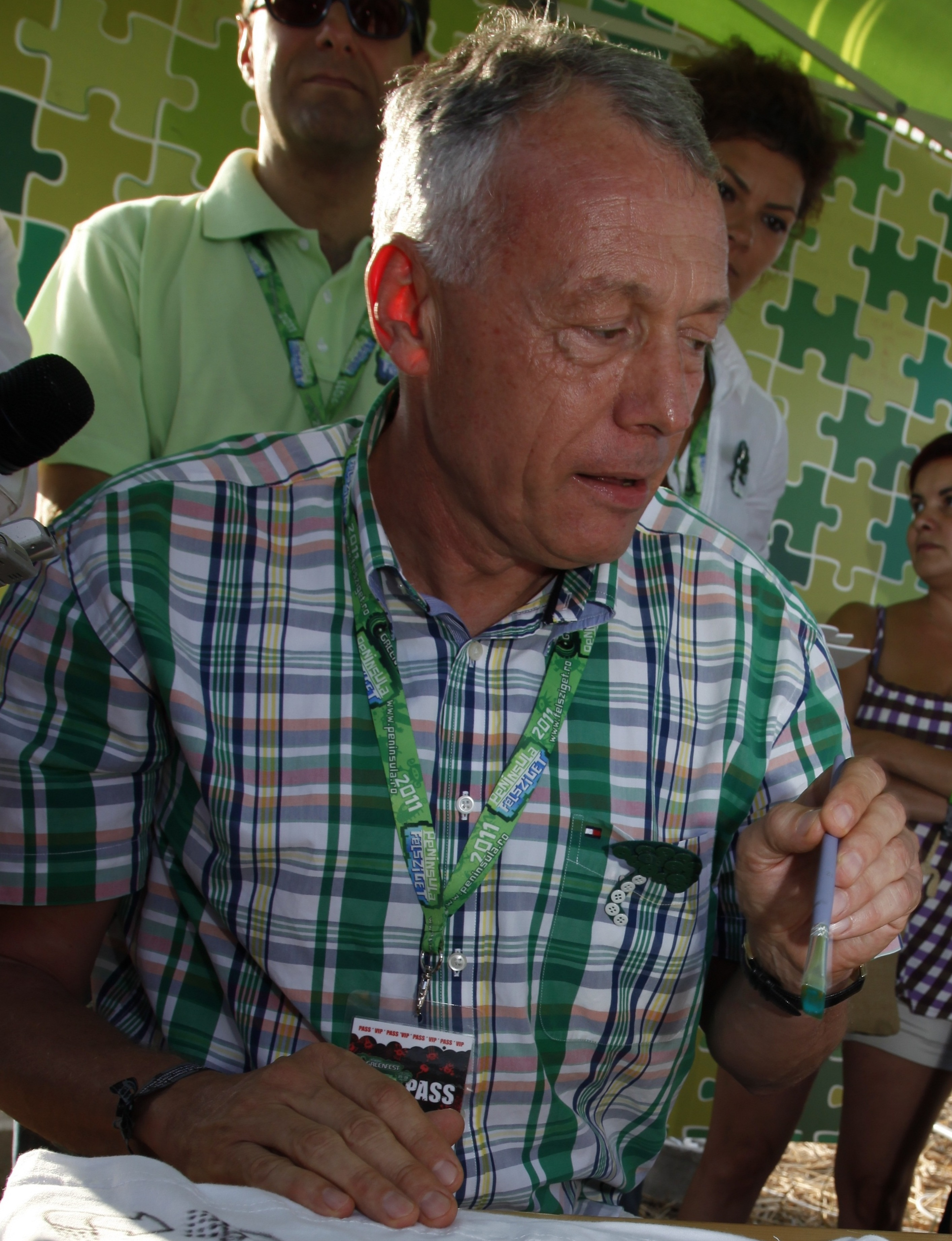
László Borbély, ehemaliger Umweltminister
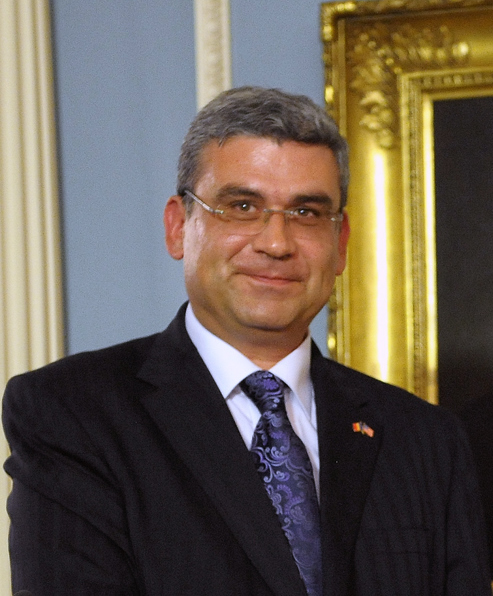
Teodor Baconschi, ehemaliger Außenminister
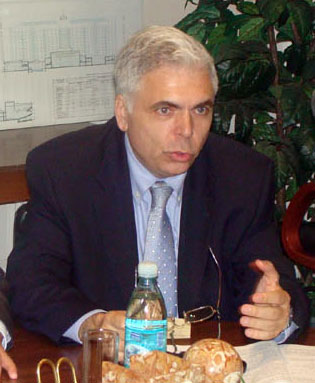
Adrian Severin, ehemaliger Europaabgeordneter
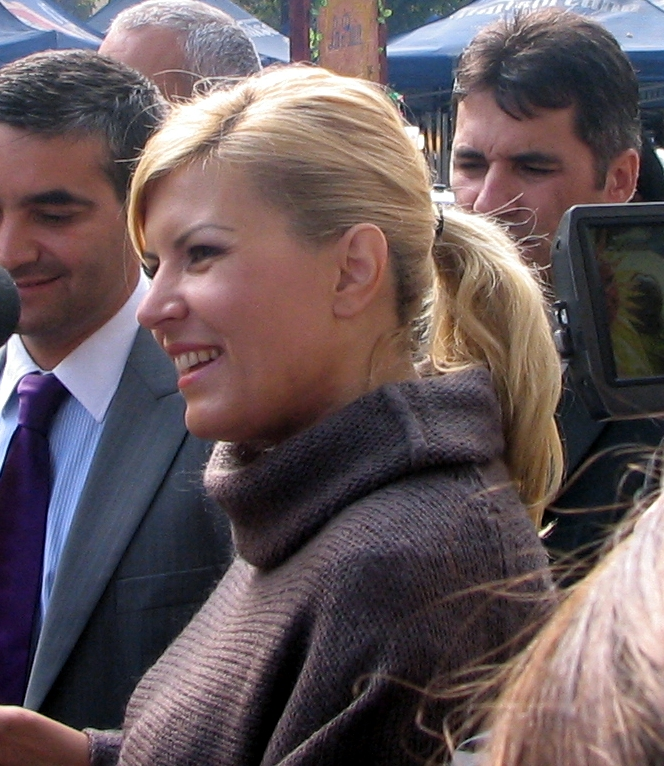
Elena Udrea, ehemalige Ministerin für Tourismus und Regionalentwicklung

Zwar gibt es in allen rumänischen Parteien korrupte Politiker, doch in dem Drei-Parteien-Bündnis der Sozialliberalen Union (USL) aus Partidul Social Democrat (PSD), Partidul Național Liberal (PNL) und Partidul Conservator (PC), ist die Zahl der schwerwiegenden Fälle besonders hoch. Die PSD fungiert unter anderem als Sammelbecken für die einstige Securitate- und Parteielite unter Ceaușescu und gilt in Rumänien als das Symbol einer korrupten Oligarchie. Bis März 2015 wurde gegen mehr als 30 Minister verschiedener Regierungen ermittelt.
Ovidiu Pecican, Publizist und Historiker von der Universität Cluj, bemerkte: „Was wir derzeit erleben, ist ein Kampf zweier Cliquen, die beide keine Legitimität besitzen und die jetzt bis zum letzten um ihren Einfluss und ihre Existenz kämpfen“. Ministerpräsident Victor Ponta „und Co. greifen den Rechtsstaat im Eiltempo und sehr hart an“, der (ehemalige) Präsident Traian Băsescu „und seine Leute haben ihn über längere Zeit mit gemäßigteren Methoden ausgehöhlt.“
Der ehemalige PSD- und Regierungschef Adrian Năstase gilt in Rumänien als das Symbol für einen korrupten Politiker. Er wurde am 20. Juni 2012 wegen illegaler Wahlkampf- und Parteienfinanzierung letztinstanzlich zu einer zweijährigen Gefängnisstrafe verurteilt. Um der Haft zu entgehen, inszenierte Nastase einen Selbstmordversuch, was ihm jedoch nur einige Tage Aufschub verschaffte und seinen Haftantritt nicht verhinderte.
Beispiele für politische Korruption
Zwei Richterinnen sollen Schmuck, Reisen und die Gratisnutzung einer Wohnung in Paris angenommen haben, um Urteile günstig für die Beklagten zu beeinflussen. Șerban Mihăilescu von den Sozialdemokraten besorgte unter der Hand elf Jagdwaffen für einen Regierungsvertreter, um seinen Job in einem parlamentarischen Ausschuss zu behalten. Ein Vertreter der liberaldemokratischen Partei ließ sich eine Villa dafür bauen, dass er Daten im Wirtschaftsministerium fälschte; Wahlkampagnen sollen nachweislich illegal gesponsert worden sein.
Ermittler der Antikorruptionsbehörde ließen am 24. September 2011 Vasile Avram, den Chef der Schiedsrichterabteilung des rumänischen Fußballverbands Federația Română de Fotbal, und einen Geschäftsmann festnehmen, der dem FCM Târgu Mureș nahesteht. Am 18. Oktober 2011 wurde der Staatssekretär im Arbeitsministerium von Mitarbeitern der Antikorruptionsbehörde auf frischer Tat bei einer Schmiergeldannahme festgenommen. Der ehemalige Chef des Amtes für Verbraucherschutz in Brașov, Ionel Spătaru, wurde Ende 2011 in erster Instanz zu acht Jahren Haft verurteilt, weil er rund 70.000 Euro Schmiergeld akzeptiert hatte. Als Gegenleistung sollte er seinen Einfluss geltend machen und einen Engrosmarkt wieder eröffnen lassen. Ein Mithelfer erhielt eine vierjährige Haftstrafe auf Bewährung. Spătaru erklärte, bei der Geldsumme handle es sich um eine Spende für die Demokratliberale Partei.
Die Staatsanwälte der DNA beantragten am 22. November 2011 die Aufhebung der Immunität von Corneliu Bîrsan, Richter beim Europäischen Gerichtshof für Menschenrechte, wegen Korruptionsanschuldigungen. Sorin Apostu, ehemaliger PDL-Bürgermeister im siebenbürgischen Cluj-Napoca mit dem Spitznamen „Fifty-Fifty“, wurde wegen schwerer Bestechlichkeit im Dezember 2011 in Untersuchungshaft genommen. Die rumänische Staatsanwaltschaft veranlasste am 23. März 2012 für Mihail Boldea, ein der Korruption verdächtiges und außer Landes geflohenes Mitglied der Abgeordnetenkammer, die Ausstellung eines internationalen Haftbefehls. Boldea stellte sich in Kenia. Am 5. April 2012 erklärte Umweltminister László Borbély von der UDMR wegen Korruptionsvorwürfen seine Demission.
Nach dem Leberwurstskandal, in dem der Ex-Minister für Finanzen und Landwirtschaft Decebal Traian Remeș „15.000 Euro, Körbe mit Leberwurst und ein Fässchen Schnaps“ im Verlaufe einer Ausschreibung für einen größeren Bauauftrag erhalten hatte, wurde er im Februar 2012 zu drei Jahren Haft verurteilt. Der auch involvierte und zu diesem Zeitpunkt zu drei Jahren Haft verurteilte ehemalige Agrarminister Ioan Avram Mureșan wurde am 29. Mai 2012 rechtskräftig zu einer siebenjährigen Haftstrafe wegen Veruntreuung und Urkundenfälschung verurteilt.
Das Oberste Kassationsgericht verurteilte im Juni den PSD-Senator Cătălin Voicu (Spitzname „Strippenzieher-Senator“) wegen Großkorruption und Urkundenfälschung zu fünf Jahren Haft. Die Antikorruptionsstaatsanwälte legten ihm zur Last, 2009 von dem Bauunternehmer Costel Cășuneanu insgesamt 260.000 Euro erhalten zu haben, um vom Obersten Richter Florin Costiniu ein günstiges Urteil für eine seiner Handelsgesellschaften zu erwirken. Im August 2009 agierte Voicu auf gleiche Art zugunsten des Bukarester Immobilienunternehmers Marius Locic, der 119.000 Lei (etwa 28.000 Euro) zahlen sollte, für die Voicu strafrechtliche Ermittlungen gegen den Unternehmer aus der Welt schaffen wollte. Im Laufe des Skandals konnten mafiaähnliche Strukturen in der Justiz aufgedeckt werden. Im gleichen Verfahren wurden auch die Unternehmer Căşuneanu und Locic zu drei bzw. vier Jahren Haft verurteilt. Richter Florin Costiniu wurde 2011 zu drei Jahren Haft auf Bewährung verurteilt. Der bereits ein Jahr zuvor in Korruptionsverdacht geratene Europaabgeordnete Adrian Severin geriet im Juli 2012 erneut ins Visier der Anti-Korruptionsbehörde. Er soll von 2007 bis 2010 mit den gefälschten Belegen Geld aus EU-Fonds bekommen haben. Die Rechnungen hatte er für erfundene Beratungsleistungen ausgestellt und anschließend etwa 436.000 Euro kassiert.
Die DNA ermittelt gegen den im April abgesetzten Leiter der Finanzverwaltung ANAF (Agenția Națională de Administrare Fiscală), Sorin Blejnar, wegen großangelegten Steuerbetrugs. Blejnar soll einen Betrügerring unterstützt haben, der von seinem ehemaligen Kabinettschef Codruț Marta geleitet worden sein soll. Insbesondere beim Handel mit 33.000 Tonnen falsch deklarierten Erdölprodukten soll dem Staat ein Schaden von 15 Millionen Euro entstanden sein. In die Affäre sollen 15 weitere Personen verwickelt sein, darunter der frühere Chef der Zollverwaltung, Viorel Comăniţă. Mehrere Abteilungsleiter der ANAF waren bereits im Visier der Direktion zur Bekämpfung des Organisierten Verbrechens und des Terrorismus (rumänisch Direcția de Investigare a Infracțiunilor de Criminalitate Organizată și Terorism, DIICOT). Die Sonderstaatsanwälte gingen am 24. Juli 2012 gegen einen Betrügerring vor, der den rumänischen Staat mit illegalen Umsatzsteuerrückerstattungen zwischen 2010 und 2012 jährlich um 40 Millionen Euro geprellt haben soll. In die Affäre verwickelt ist unter anderem Senator Cezar Măgăreanu.
Die ehemalige rumänische Ministerin für Tourismus und Regionalentwicklung Elena Udrea wurde im Januar 2015 wegen Geldwäsche angeklagt. Sie soll an der Verschleierung des Verbleibs von neun Millionen Euro beteiligt gewesen sein, die ihr in Untersuchungshaft sitzender Ex-Ehemann, der Geschäftsmann Dorin Cocos, im Zuge einer Transaktion mit Microsoft bekommen haben soll. Der Softwarekonzern hatte im Vorfeld dem rumänischen Staat Material zur Ausstattungen von Schulen verkauft. Dabei soll nach Dafürhalten der Ermittler Schmiergeld in Höhe von etwa 60 Millionen Euro an Regierungsmitglieder geflossen sein. Neben Cocos stehen weitere neun Ex-Minister im Visier der DNA-Ermittler. Udrea kam im Februar 2015 in Untersuchungshaft.

### Polizei und Zoll
2010 kamen rumänische Zöllner und die örtliche Amtsleiterin in die Schlagzeilen, nachdem die australische Hard-Rock-Band AC/DC für ihre 50 Wagen starke Tournee-Kolonne trotz gültiger Vignetten für die Straßenbenutzung bei der Ausreise am westrumänischen Grenzübergang Nadlac an der Grenze zu Ungarn 50 Euro pro Wagen, insgesamt 2500 Euro, für eine angebliche Steuerplakette entrichten musste. Angeblich hätte die Band die Autobahngebühren nicht bezahlt und müsste diese beim Passieren der Grenze entrichten. Die Band hatte sich schriftlich bei der rumänischen Autobahn- und Straßenbehörde (CNADNR) darüber beschwert, dass sie keine Quittung erhalten habe. Nach einer internen Untersuchung wurde die örtliche Amtsleiterin zurückgestuft und vier in den Fall verwickelte Beamte entlassen. Die Behörde nahm den Vorfall zum Anlass ein Servicetelefon einzuführen, bei dem Vorfälle an der Grenze angezeigt werden können, worauf binnen 30 Minuten ein Kontrollteam auftauchen soll. 2010 wurden insgesamt 248 Grenz- und Zollbeamte festgenommen; einigen wurde vorgeworfen bis zu 5800 Euro in einer einzigen Schicht kassiert zu haben.
2011 nahm die Polizei zehn Grenzpolizisten und neun Zöllner fest, die an der südwestrumänischen Grenze zu Serbien tätig und der Korruption beschuldigt waren. Zuvor waren bereits rund 160 Beamte an Grenzübergängen zu Serbien und der Ukraine festgenommen worden. In vielen Fällen wurde ihnen Hehlerei und Zigarettenschmuggel vorgeworfen. Auch der Direktor der rumänischen Zollbehörde Radu Traian Marginean wurde vom damaligen Ministerpräsidenten Emil Boc entlassen. Die Staatsanwaltschaft warf Marginean vor, in eine Korruptionsaffäre um die Zollchefin eines Grenzübergangs zur Ukraine verwickelt zu sein. Die Beamtin soll insgesamt 430.000 Euro Schmiergeld bezahlt haben, um ihr Amt als Zollchefin zu bekommen und zu behalten.
Bis 2011 hatte Rumänien mehr als eine Milliarde Euro für die Entwicklung von Hightech-Grenzüberwachung unter anderem zur Bewachung der EU-Außengrenzen investiert. Der französische Botschafter in Rumänien Philippe Gustin gab 2013 zu bedenken, dass „die beste Technik“ nichts nütze, solange Grenzkontrollen problemlos „mit einem Geldschein im Reisepass“ überwunden werden können.
Innenminister Traian Igaș (PD-L) verkündete 2011, dass mehr als 30.000 Beamte im Bereich des rumänischen Innenministeriums, vor allem Polizisten, ihre Stelle „über Beziehungen“ erhalten hätten. Eine interne Untersuchung der Einstellungspolitik der letzten 13 Jahre ergab, dass neben den 29.000 Absolventen innerministerieller Polizeischulen 63.500 Personen „von außen“ rekrutiert wurden und somit über keine einschlägige Ausbildung und Erfahrung verfügten. Er kündigte die Entlassung von rund 10.000 Beamten an, doch bleibe die Angelegenheit „ein gravierendes Problem, […] denn gemäß allen Evaluationskriterien ist die Anzahl derer, die schwach vorbereitet sind, höher als 10.000“, so Igas.
Gemäß dem „Lehrbuch zum Schmieren“ wurden 2007 bei Tempoüberschreitung oder Alkohol am Steuer in der Regel 10 bis 50 Euro Schweigegeld für Ordnungshüter fällig; für einen Verkehrsunfall unter dem Einfluss von Alkohol ohne Verletzte rund 250 Dollar.

### Justiz
Die Antikorruptionsorganisation „Allianz für ein sauberes Rumänien“ monierte, dass in einem Prozess um fragliche Grundstücksrechte das Bukarester Rathaus rund 200 Millionen Euro an den Geschäftsmann Costica Costanda bezahlen musste. Dieser hatte das Rathaus auf Zahlung der Summe verklagt, nachdem er Mitte der 2000er Jahre über einen Grundstückstausch knapp 33.000 Quadratmeter Land in bester Lage erworben hatte, das er im Nachhinein nicht als Bauland nutzen konnte.
Die Richterin, Evelina Oprina, die Costanda die Schadenssumme zusprach, unterhielt noch im Jahr 2014 enge Geschäftskontakte zu einem der Anwälte Costandas, Traian Briciu. Briciu fungierte nicht nur als Anwalt der Impact Developer & Contractor Entwicklungsgesellschaft, deren Mehrheitsaktionär Gheorghe Iaciu auf Grund von gemeinsamen Briefkastenfirmen-Gründungen mit der britischen Großbank HSBC unter Geldwäscheverdacht geraten war. Gemeinsam mit Briciu, der gleichzeitig Chef des Instituts für anwaltlichen Nachwuchs des Landes (INPPA) war, verfasste Richterin Oprina einen Sammelband über das rumänische Recht. Zusätzlich organisierte die Zeitschrift für Zwangsvollstreckung Revista romana de executare silita, deren Chefredakteurin Oprina ist, am 20. September 2014 eine Konferenz zum Thema Zwangsvollstreckung – mit Briciu als Lektor und Claudiu Constantin Dinu als weiteren Vortragenden. Letzterer war offizieller Berater des ehemaligen rumänischen Staatspräsidenten Traian Basescu. Richterin Oprina organisierte über die von ihr geleitete Zeitschrift nicht nur die Konferenz, auf der Briciu und der Präsidialberater vortrugen; die Konferenz vermarktete weiterhin Bücher für Paketpreise von rund 400 Lei (etwa 100 Euro), an denen Oprina als Autorin mitverdiente.
Ein Sprecher des rumänischen ehemaligen Staatspräsidenten erklärte, es gebe „keinen Interessenskonflikt zwischen dem Status des Präsidialberaters und den Konferenzen, an denen er teilnimmt“. Das Prozedere sei „im Einklang mit den geltenden Gesetzen“.

### Wirtschaft

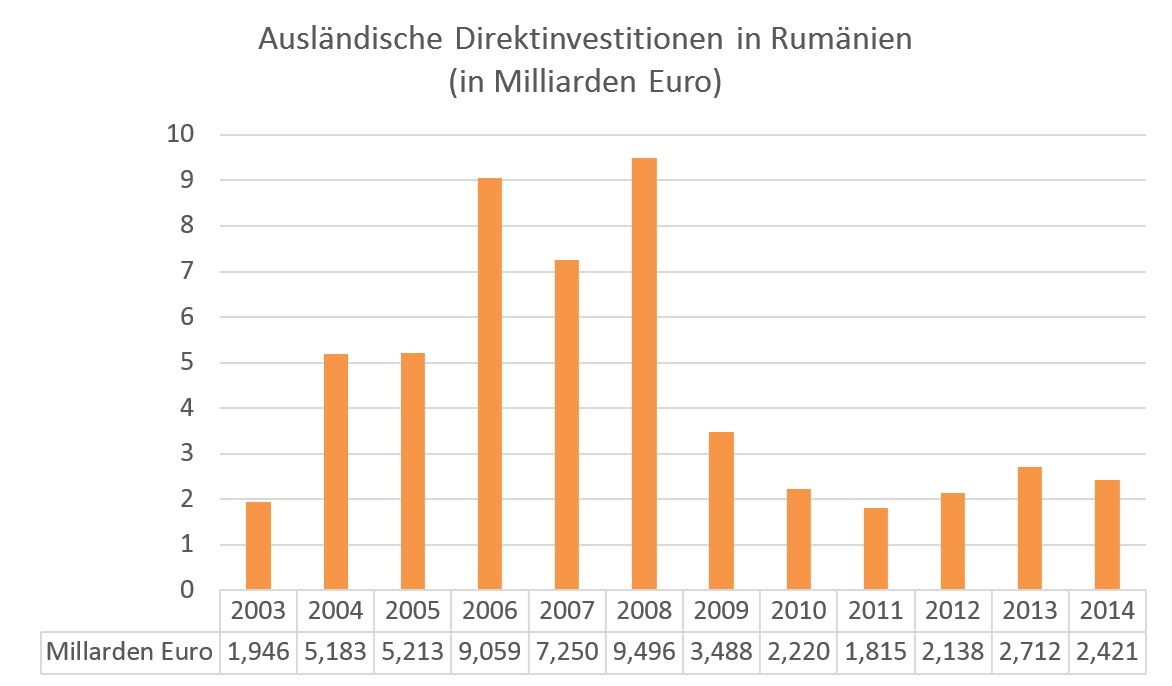
Ausländische Direktinvestitionen in Rumänien (in Milliarden Euro)

Korruption behindert neben administrativen Schwächen und Problemen beim Abrufen von EU-Fördermitteln das Wirtschaftswachstum in Rumänien. 2013 belegte das Land auf dem Index of Economic Freedom unter dem Aspekt der wirtschaftlichen Freiheit (65,1 Punkte) Platz 59, hinter Albanien und vor Bulgarien. Die veröffentlichende Heritage Foundation urteilte, dass, verschärft durch eine relativ ineffiziente Justiz, die wahrgenommene Korruption die Grundlagen der wirtschaftlichen Freiheit und die Aussichten für eine dynamische und nachhaltige wirtschaftliche Expansion untergrabe.
2012 zeigten sich viele deutsche Investoren in Rumänien verunsichert, nicht letztendlich durch die innenpolitischen Turbulenzen. Das Land steht derzeit vor der schwierigen Aufgabe, politisch und wirtschaftlich verlorengegangenes Vertrauen wiederzugewinnen.
2011 stellte Steven van Groningen, Präsident und CEO der Raiffeisen Bank Romania, fest, dass das Geschäftsumfeld in Rumänien „zu korrupt“ sei, und dadurch Investitionen behindere sowie den internationalen Ruf des Landes schädigen würde.
Auch US-amerikanische Investoren mieden 2011 Rumänien wegen der verbreiteten Korruption im Lande. Viele amerikanische Unternehmen, die bereits in Rumänien präsent sind oder einen Markteintritt planen, zeigten sich empört darüber, dass rumänische Beamte immer wieder Schmiergelder von ihnen verlangen würden.
Bundeskanzlerin Angela Merkel sagte nach einem Empfang des rumänischen Ministerpräsidenten Victor Ponta im Bundeskanzleramt in Berlin im Juni 2013: „Für die deutsche Wirtschaft sind besonders wichtig die Rechtsstaatlichkeit, die Verlässlichkeit der rechtlichen Regelungen, der Kampf gegen Korruption und ein höchstes Maß an Transparenz.“ Dies sei Voraussetzung für weitere Investitionen deutscher Firmen in Rumänien.
Die ausländischen Direktinvestitionen für 2012 lagen Ende Oktober bei 1,27 Milliarden Euro.

## Bewertung

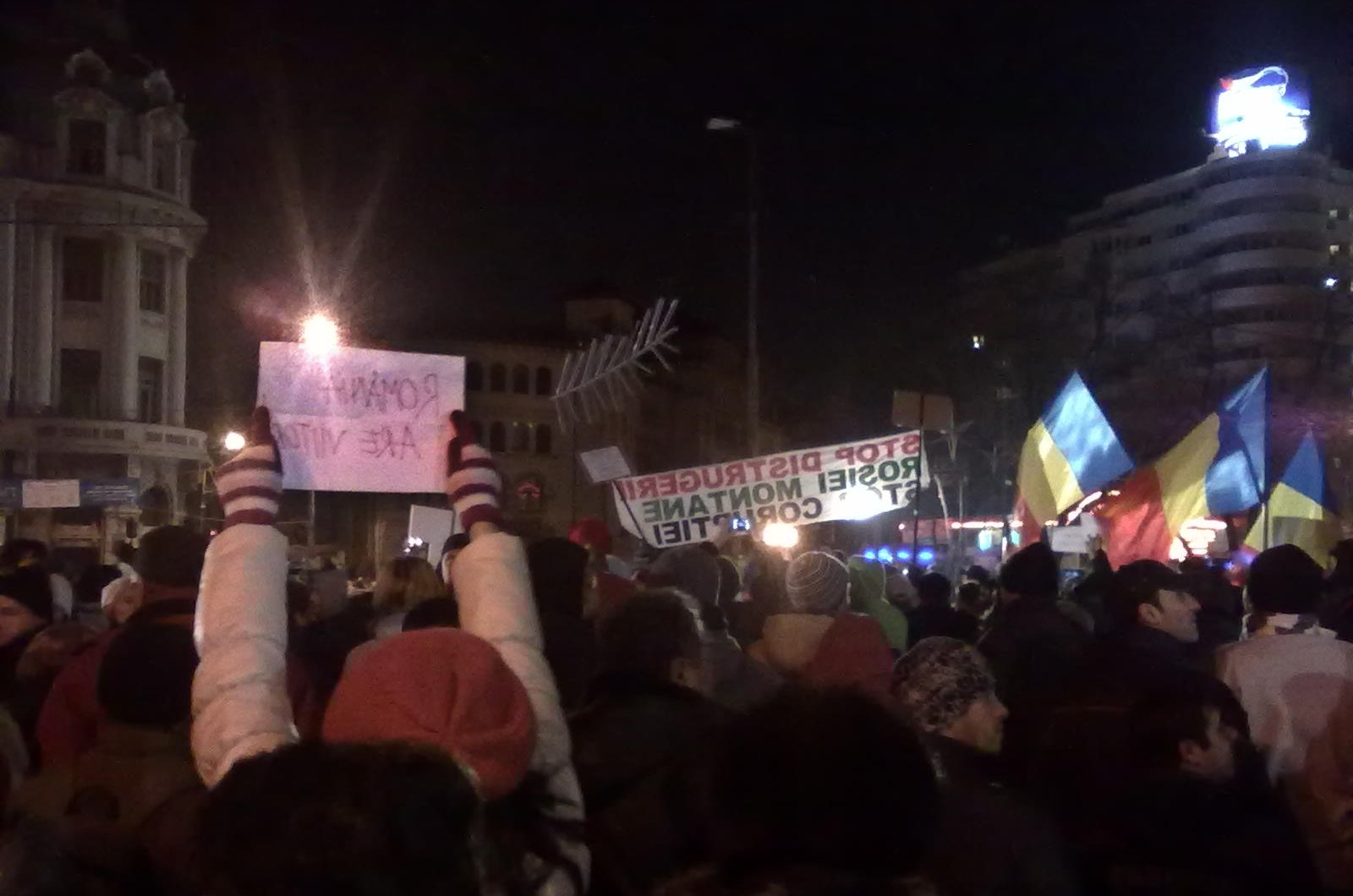
Protest in Bukarest am 15. Januar 2012, Stop corupţiei!

„Korruption ist schon lange ein Teil der rumänischen Gesellschaft. Das ist traurig, aber es ist nach wie vor die Realität,“ so der rumänische Staatspräsident Klaus Johannis am 18. November 2016.
Die Nobelpreisträgerin Herta Müller meinte, dass „Betrug“ in der in rumänischen Politik „zum Selbstverständnis“ gehöre.
Der Generalsekretär der Integritätsbehörde (ANI) Horia Georgescu erklärte, dass die Lokalpolitik der anfälligste Bereich bezüglich möglicher Interessenkonflikte und Unvereinbarkeiten in Rumänien sei: „Es gibt Hunderte von Fällen, in denen Kreisräte an der Erstellung und Verabschiedung von Lokalbudgets und anschließend an scheinbar korrekten Ausschreibungen teilnehmen, in denen aber das Geld eigentlich zugunsten von Firmen abgezweigt wird, die den Politikern oder ihren Familien gehören.“ Zwar postuliere die Gesetzgebung eine Unvereinbarkeit zwischen dem Status als Politiker und Geschäftsbeziehungen zur eigenen Institution, doch seien die Strafen gering und die Prozedur zu deren Bestrafung ausgesprochen bürokratisch. So sei es durchaus möglich, dass ein Kreisratsmitglied für ein weiteres Mandat kandidiere, während sich das Verfahren gegen ihn in der Justiz trotz der Interessenkonflikte unverhältnismäßig verzögere. Eine Studie der ANI ergab, dass ein Viertel der rumänischen Lokalpolitiker derweil als Unternehmer Verträge mit den Kreisräten abgeschlossen hat, deren Mitglieder sie gleichzeitig sind.
Der rumäniendeutsche Schriftsteller und Leiter des Literaturhauses Berlin Ernest Wichner befürchtete, die „bei Ministerpräsident Victor Ponta zutage tretende Willkür, Demokratiegleichgültigkeit und Korruption“ sei „nicht nur Merkmal der vermeintlichen Elite, sondern auch die Spitze eines gesellschaftlichen Eisbergs“. Es handle sich hierbei nicht um ein neues Phänomen, denn schon während der kurzen demokratischen Phase in den 1920er und 1930er Jahren sei die rumänische Gesellschaft hiervon zutiefst geprägt gewesen. „Es gibt und gab kein funktionierendes demokratisches Spiel der Kräfte. Jedes Mal […] wenn eine Partei durch Wahlen oder durch ein konstruktives Misstrauensvotum, oder wie immer an die Macht gekommen ist, ist durchregiert worden. […] Bis in die Kreise und Bezirke sind dann die eigenen Gefolgsleute an die Macht gebracht worden, und zwar nicht, um politisch irgendetwas zu verändern, um ein neues, anderes, alternatives politisches Programm durchzusetzen, sondern um die eigene Klientel an den Pfründen zu beteiligen, und das ist leider seit dem Sturz Ceaușescus und bis heute in Rumänien dabei geblieben.“ Der Politikwissenschaftler Stelian Tănase führte aus: „Der Staat wird von der Politik als Beute angesehen. Wer die Macht hat, hat zugleich den Zugang zum Staatshaushalt. Den kann er dann mit seiner Klientel verprassen. Das ist die Logik, nach der die rumänische Politik funktioniert. Es ist eine korrupte Welt, wo es nur darum geht, sich den Zugang zu den öffentlichen Mitteln zu sichern.“
Ion M. Ionita schrieb in der Tageszeitung Adevărul Mitte 2010: „Wenn man in Rumänien mit legalen Papieren klauen kann, dann ist es eben schwierig, Korruption festzustellen.“ […] „Wo sitzt sie wirklich, die Korruption Rumäniens? Sie sitzt in der Natur unserer Korruption selbst. Denn in den letzten zwanzig Jahren hat sich bei uns ein System entwickelt, das Korruption faktisch legalisiert!“ Die Justizexpertin Laura Ștefan vom Expert Forum meinte mit Blick auf den Anti-Korruptionskampf im Land, dass die Inhaftierung von Adrian Năstase für Pontas Parteifreunde inakzeptabel sei. „Es ist das erste Mal in Rumänien, dass ein solch ranghoher Politiker für seine Taten zur Verantwortung gezogen wird. Bislang standen solche Staatenlenker immer über dem Gesetz. Niemand hatte bislang das Recht, sie zu fragen: Warum hast du gestohlen, warum hast du deine Macht missbraucht? Jetzt ist an dieser Vorstellung gerüttelt worden.“ Plötzlich kamen „andere Größen aus der Gilde der Kleptokraten ins Zittern.“ Die Journalistin Ioana Ene beschrieb die Weigerung der Parlamentsmehrheit im Juli 2012, 20 bereits angeklagte Parlamentarier zu suspendieren und rechtskräftig verurteilte Volksvertreter aus dem Parlament auszuschließen, als „Revolution der Haftgefährdeten“. Sie habe unmittelbar nach dem Alarmsignal begonnen, das die Verurteilung Năstases auslöste, und werde erst enden, wenn die Reform der Justiz entweder rückgängig gemacht wird oder aber endgültig gelingt. Eine andere Interpretation des Zustandes auf hotnews.ro lautete: „Revolution der Strauchdiebe“.
Alina Mungiu-Pippidi, Gründerin des Online-Portals „Sauberes Rumänien“, auf dem Bürger Vorfälle von Bestechung, Vorteilsnahme oder Machtmissbrauch melden können, stellte 2017 fest: „Korruption ist in Rumänien eine Epidemie“.